# Gilsland

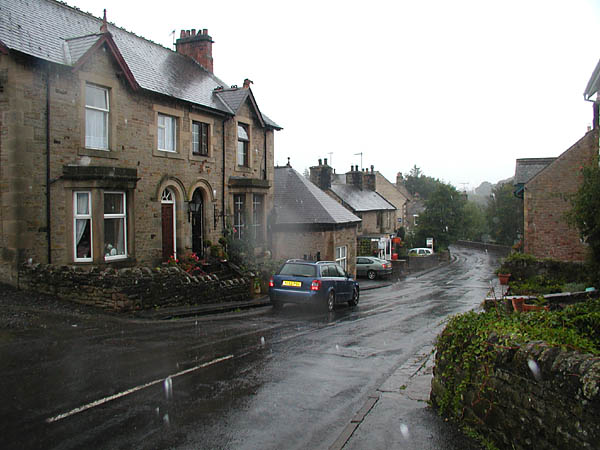
Gilsland, Sommer 2006

Gilsland ist ein Ort in den Grafschaften Northumberland und Cumbria etwa 32 km westlich von Hexham mit etwa 400 Einwohnern. Gilsland liegt am Hadrianswall. Bei Gilsland befinden sich das Kastell Birdoswald und die Römerbrücke Willowford.